# Joseph Nikolaus De Vins
Joseph Nikolaus De Vins, aussi écrit Joseph de Wins, né en 1732 à Mantoue et mort le 28 septembre 1798 à Vienne, en Autriche, est un officier général au service de la monarchie de Habsbourg. Après avoir participé à la guerre de Sept Ans où il est décoré pour bravoure, il est promu général en 1773 et occupe plusieurs fonctions importantes aux confins militaires. Chef d'un corps indépendant en Croatie pendant la guerre austro-turque, il se bat ensuite contre les Français et commande les armées réunies de Piémont et d'Autriche de 1792 à 1795. Bien qu'il ait réussi durant cette période à tenir ses adversaires en échec, son inertie et ses problèmes de santé l'empêche de reconquérir les territoires perdus par les Piémontais. Le jour suivant son départ, les Français prennent l'offensive et infligent une sévère défaite à son successeur. De 1784 à sa mort, De Vins est Inhaber (propriétaire) d'un régiment d'infanterie autrichien.

## Biographie

### De la guerre de Sept Ans aux confins militaires
Né en 1732 à Mantoue, en Italie, De Vins est le fils d'un général autrichien tué à la bataille de Plaisance en 1746. Il s'engage à la suite de son père dans l'armée des Habsbourg et combat pendant la guerre de Sept Ans. Les promotions en temps de guerre sont rapides et De Vins est successivement nommé major le 8 septembre 1757, Oberstleutnant le 16 juillet 1760 et Oberst (colonel) le 13 octobre 1761. Il est également fait chevalier de l'ordre militaire de Marie-Thérèse le 4 décembre 1758. Sa promotion au grade de général-major intervient le 1er mai 1773 ; enfin, le 3 avril 1783, il est élevé au grade de feld-maréchal lieutenant. Le même mois, il prend le commandement des régions de Banal et de Warasdin à la frontière militaire. Il devient par ailleurs propriétaire du régiment d'infanterie no 37 De Vins le 7 février 1784 et conserve cet office jusqu'à la fin de sa vie. 
Toujours sur la frontière militaire, De Vins voit son commandement s'élargir au district de Karlstadt à partir du mois d'août 1786. Le 10 novembre 1788, il est nommé Feldzeugmeister. Il dirige un corps autonome en Croatie pendant la guerre austro-turque de 1788-1791. Sa position à la tête de ce corps dure d'octobre 1787 à octobre 1790, avec néanmoins quelques périodes d'interruption. Il est brièvement responsable de la frontière militaire entre Karlstadt et Warasdin de mai 1790 à décembre 1791. De Vins reçoit pour ses services la grand-croix de l'ordre de Marie-Thérèse le 19 décembre 1790. Après la guerre, il assume la charge d'inspecteur général des confins militaires de 1791 jusqu'à sa mort.

### Sous la Révolution française

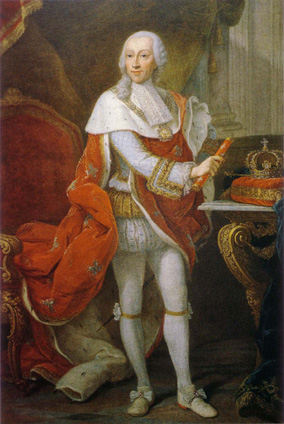
Le roi Victor-Amédée III de Sardaigne demande aux Autrichiens de lui envoyer un général pour commander les forces austro-sardes en Piémont.

Au printemps 1792, la République française déclare la guerre au royaume de Piémont-Sardaigne. Dans le cours de l'automne, les Français envahissent le comté de Nice sur la côte méditerranéenne ainsi que le duché de Savoie au nord-ouest. Chambéry le 24 septembre, puis Nice le 29 tombent aux mains des troupes révolutionnaires. Au sud, l'armée piémontaise se retire sur une forte position défensive à Saorge, bloquant ainsi l'accès au col de Tende. La situation est néanmoins très critique et seule l'arrivée de l'hiver épargne aux Piémontais la perte d'autres territoires. 
Frappé par l'incompétence de ses officiers supérieurs, le roi Victor-Amédée III de Sardaigne supplie ses alliés autrichiens de lui envoyer un général pour commander les armées réunies de Piémont et d'Autriche. Vienne donne son accord et De Vins est désigné pour occuper le poste le 21 décembre 1792. Une attaque française contre Saorge en juin 1793 ayant été repoussée, les Alliés tentent de profiter de la situation pour lancer une contre-offensive mais leurs efforts sont réduits à néant par l'inertie du nouveau commandant en chef. Ce dernier s'est fixé pour objectif la reprise de la Savoie et du comté de Nice. Cependant, en raison de ses fréquentes crises de goutte, il décide de superviser les opérations depuis la capitale, Turin. Le duc de Montferrat, chargé de l'invasion de la Savoie, se retrouve de fait dans une position particulièrement inconfortable, car il doit exécuter les instructions que De Vins lui envoie quotidiennement alors que Turin se trouve à plus de 70 km de son quartier général. En définitive, son contingent est défait le 15 septembre à Épierre et doit se retirer après avoir subi de lourdes pertes.

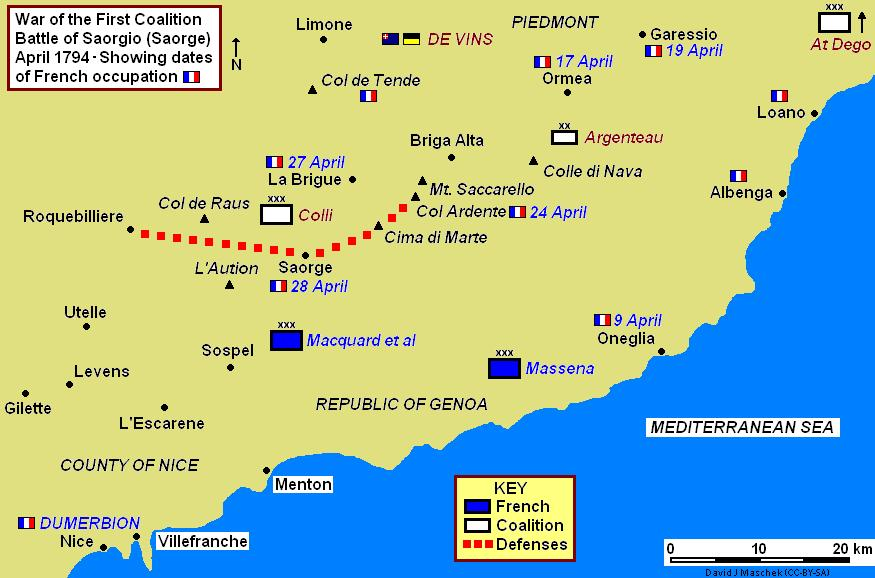
Carte de la campagne d'avril 1794 autour de Saorge. La progression de l'offensive française est signalée par des drapeaux et des dates lorsque celles-ci sont connues. L'emplacement des événements de 1792 et 1793 est également montré.

Simultanément, le comte de Saint-André a quitté Saorge pour s'avancer en direction de Nice conformément à ses instructions, mais lui et son subordonné autrichien Colli-Marchi ne s'apprécient pas ce qui affecte la conduite des opérations. Pour ne rien arranger, le commandant piémontais entretient des relations exécrables avec le chef d'état-major de De Vins, le général Eugène-Guillaume d'Argenteau. À la même époque, des rébellions éclatent dans le sud de la France contre le gouvernement révolutionnaire. Ce dernier est contraint de détourner une part importante de ses effectifs pour contenir la révolte et mener le siège de Toulon, fournissant aux Alliés une chance de reconquérir une partie des territoires perdus. En août, De Vins, accompagné du roi Victor-Amédée, quitte Turin pour se rendre le front sud où les opérations sont censées débuter le 7 septembre 1793. Le 18 octobre, six bataillons piémontais remportent un succès contre les Français à Gilette et, trois jours plus tard, un affrontement indécis a lieu à Utelle. La saison hivernale met finalement un terme aux opérations, incitant le roi, déçu, à retourner dans sa capitale à la mi-novembre.
L'année suivante, le général sarde Dellera propose d'occuper le village de Briga Alta, au nord-est de Saorge, mais De Vins refuse. Dellera parvient toutefois à convaincre le commandant en chef d'envoyer un contingent autrichien à Dego. Le 6 avril 1794, le général Dumerbion, qui a pris la tête de l'armée française, déclenche une offensive qui conduit à la prise du port d'Oneille le 9 avril. Argenteau tente d'organiser la défense à Ormea mais les Français s'emparent de cette ville le 18 avril puis de Garessio le jour suivant. Voyant son dispositif débordé à l'est, De Vins ordonne à Colli de conserver Saorge mais d'envoyer à l'arrière du front toutes les unités n'étant pas nécessaires à une défense immédiate. Les troupes autrichiennes stationnées à Dego ne sont d'aucun secours et les relations entre les Alliés deviennent si mauvaises que des officiers piémontais accusent De Vins de trahison. La bataille de Saorge qui se déroule le 24 avril s'achève par une nette victoire française sur les troupes austro-sardes. Des affrontements mineurs ont également lieu au col Ardente le 24 et à Briga le 27. Le 28 avril, les Français s'emparent de Saorge après que Colli ait fait évacuer la ville. Ce dernier abandonne le col de Tende au début du mois de mai et bat en retraite sur la forteresse de Coni. Sur la côte, Albenga et Loano sont aussi occupés par les forces françaises.
De Vins quitte l'armée en août 1794 pour ne revenir qu'en mars 1795. En son absence, le commandement retombe sur le comte Olivier de Wallis qui est battu le 21 septembre 1794 à la bataille de Dego. Cependant les Français, plutôt que d'exploiter leur victoire, préfèrent se retirer sur Vado Ligure. Ayant repris ses fonctions à la tête des forces austro-sardes, De Vins lance une attaque sur la Riviera ligure le 29 juin 1795 et défait le général Kellermann qui perd Vado et doit battre en retraite vers l'ouest. Remplacé par Schérer, ce dernier contre-attaque à l'automne et réoccupe une partie du terrain perdu. Une tempête de neige s'abat sur la région le 18 novembre ce qui suspend momentanément les opérations. De Vins, qui, selon le chef d'état-major de Colli, souffre du scorbut, transmet son commandement à Wallis et quitte définitivement l'armée le 22 novembre 1795. Le lendemain, Schérer ordonne une offensive à grande échelle contre les lignes autrichiennes et inflige une sévère défaite à Wallis lors de la bataille de Loano, ce dernier perdant 2 500 tués ou blessés, 4 000 prisonniers, 48 canons et cinq drapeaux. Cet affrontement est toutefois sans lendemain, Schérer ayant refusé d'exploiter sa victoire. 
Joseph Nikolaus De Vins meurt le 26 septembre 1798 à Vienne.